# Фажет-Аббасьяль
Фаже́т-Аббасья́ль (фр. Faget-Abbatial) — коммуна во Франции, находится в регионе Юг — Пиренеи. Департамент — Жер. Входит в состав кантона Сарамон. Округ коммуны — Ош.
Код INSEE коммуны — 32130.

## География

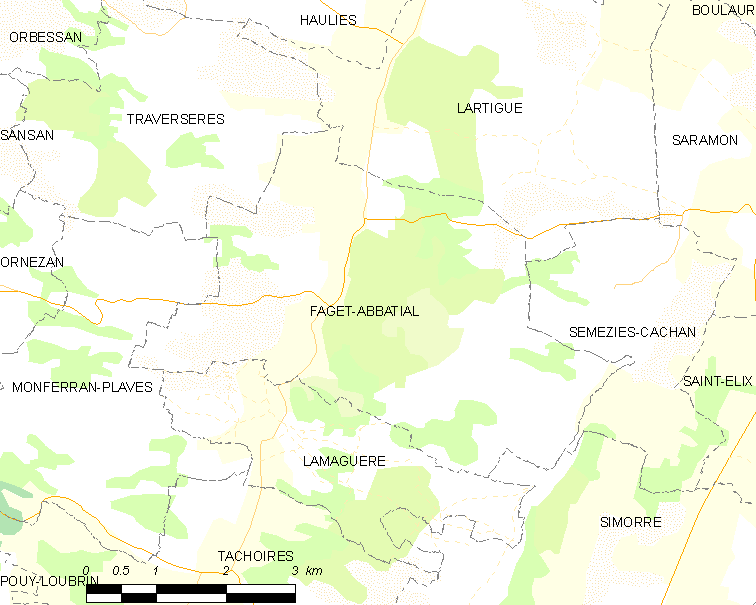
Карта коммуны

Коммуна расположена приблизительно в 610 км к югу от Парижа, в 65 км западнее Тулузы, в 18 км к юго-востоку от Оша.
По территории коммуны протекает река Арратс.

## Климат
Климат умеренно-океанический. Лето жаркое и немного дождливое, температура часто превышает 35 °С. Зимой часто бывает отрицательная температура и ночные заморозки. Годовое количество осадков — 700—900 мм.

## Население
Население коммуны на 2010 год составляло 228 человек.
| 1962 | 1968 | 1975 | 1982 | 1990 | 1999 | 2010 |
| ---- | ---- | ---- | ---- | ---- | ---- | ---- |
| 278  | 226  | 201  | 217  | 201  | 211  | 228  |

## Администрация
| Период | Период | Фамилия       | Партия  | Примечания |
| ------ | ------ | ------------- | ------- | ---------- |
| 1937   | 1959   | Арман Кофепе  |         |            |
| 1959   | 1995   | Альбер Ферран |         |            |
| 1995   | 2014   | Анри Шаваро   | Зелёные |            |
| 2014   | 2020   | Даниэль Дюмон |         |            |

## Экономика
В 2010 году среди 161 человека трудоспособного возраста (15-64 лет) 117 были экономически активными, 44 — неактивными (показатель активности — 72,7 %, в 1999 году было 72,9 %). Из 117 активных жителей работали 107 человек (66 мужчин и 41 женщина), безработных было 10 (3 мужчин и 7 женщин). Среди 44 неактивных 10 человек были учениками или студентами, 23 — пенсионерами, 11 были неактивными по другим причинам.

## Достопримечательности
- Церковь Спаса (XII век). Исторический памятник с 1947 года[4]
- Монастырь XV века. Исторический памятник с 1973 года[5]

## Фотогалерея

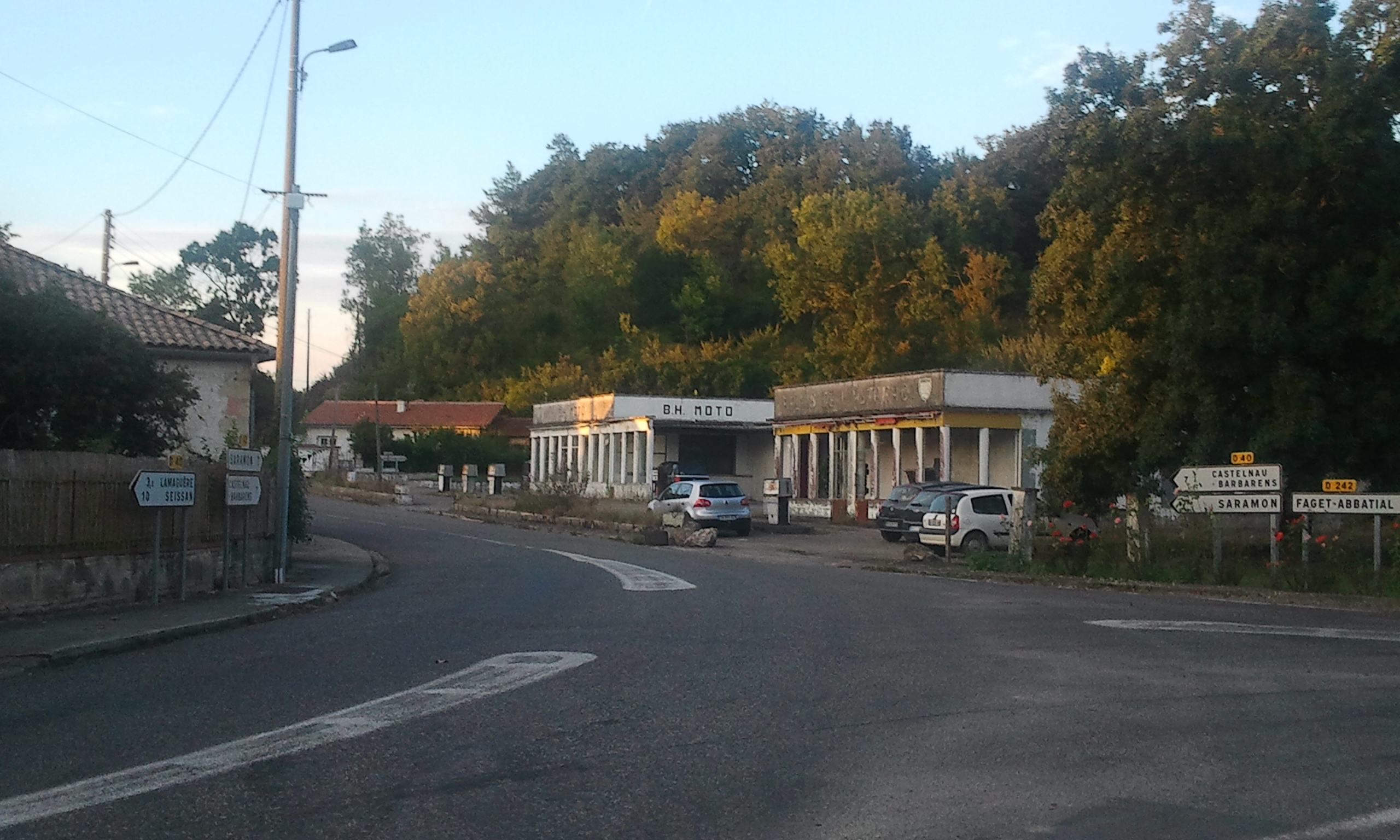
Фажет-Аббасьяль
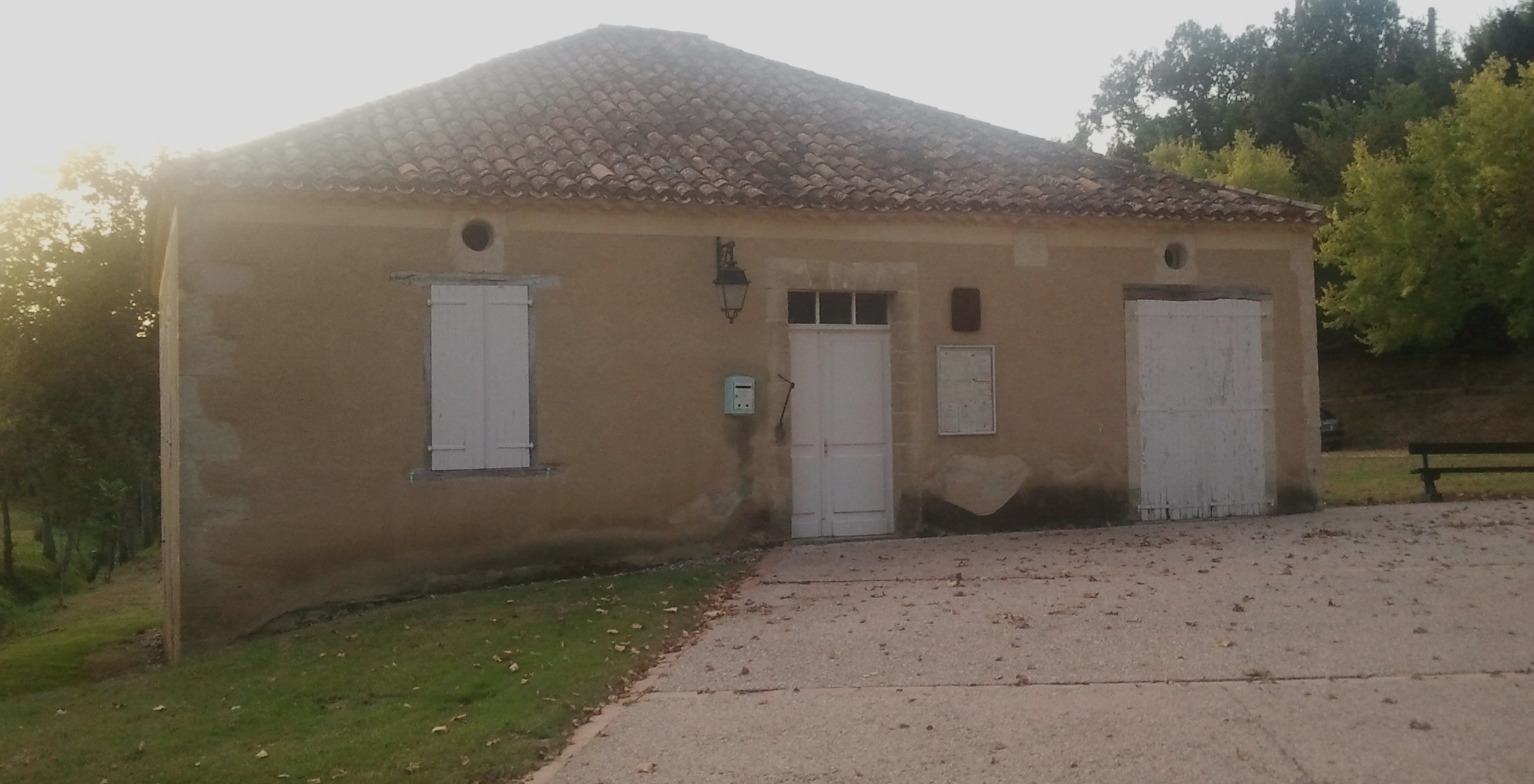
Мэрия
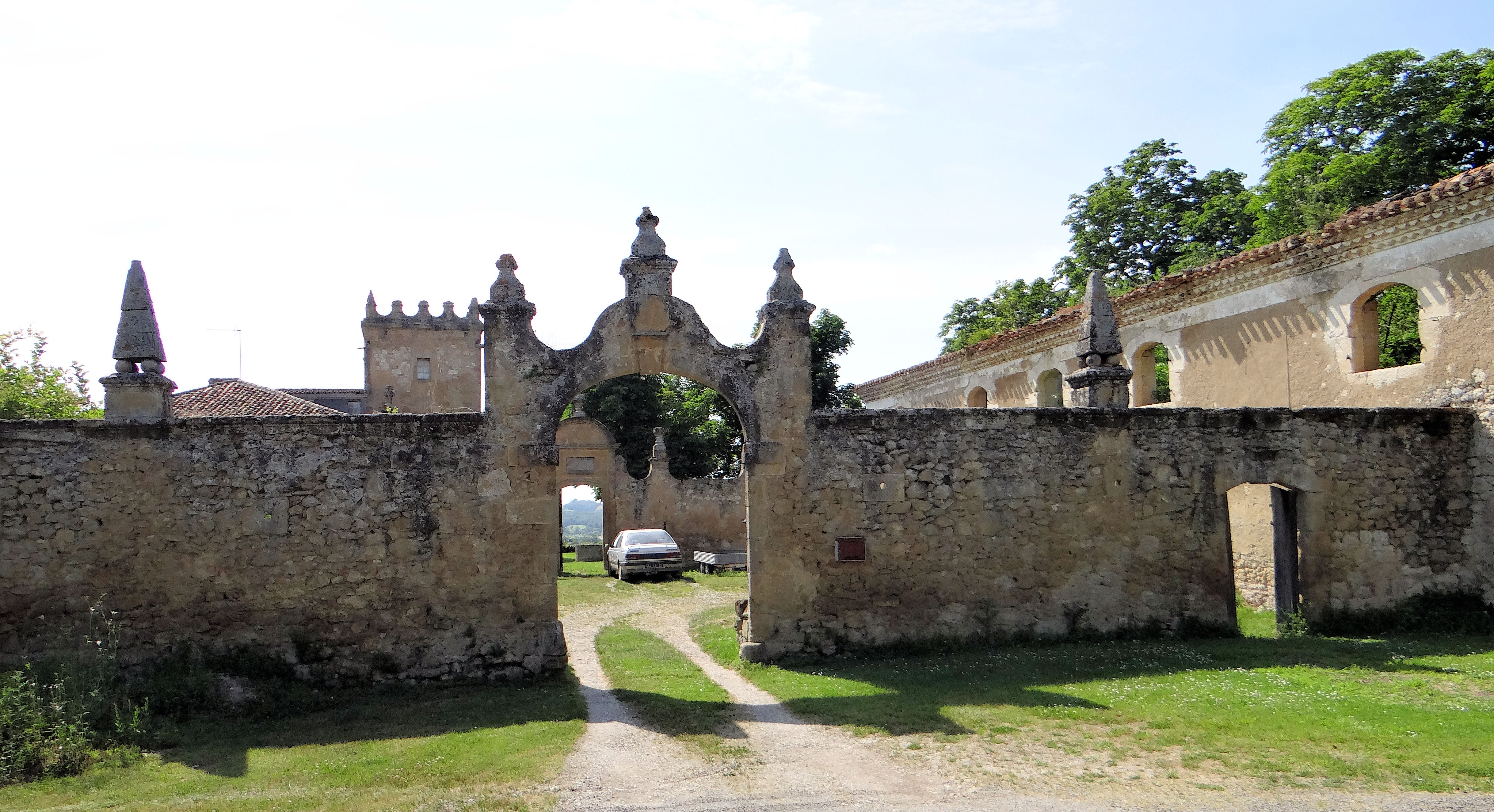
Монастырь
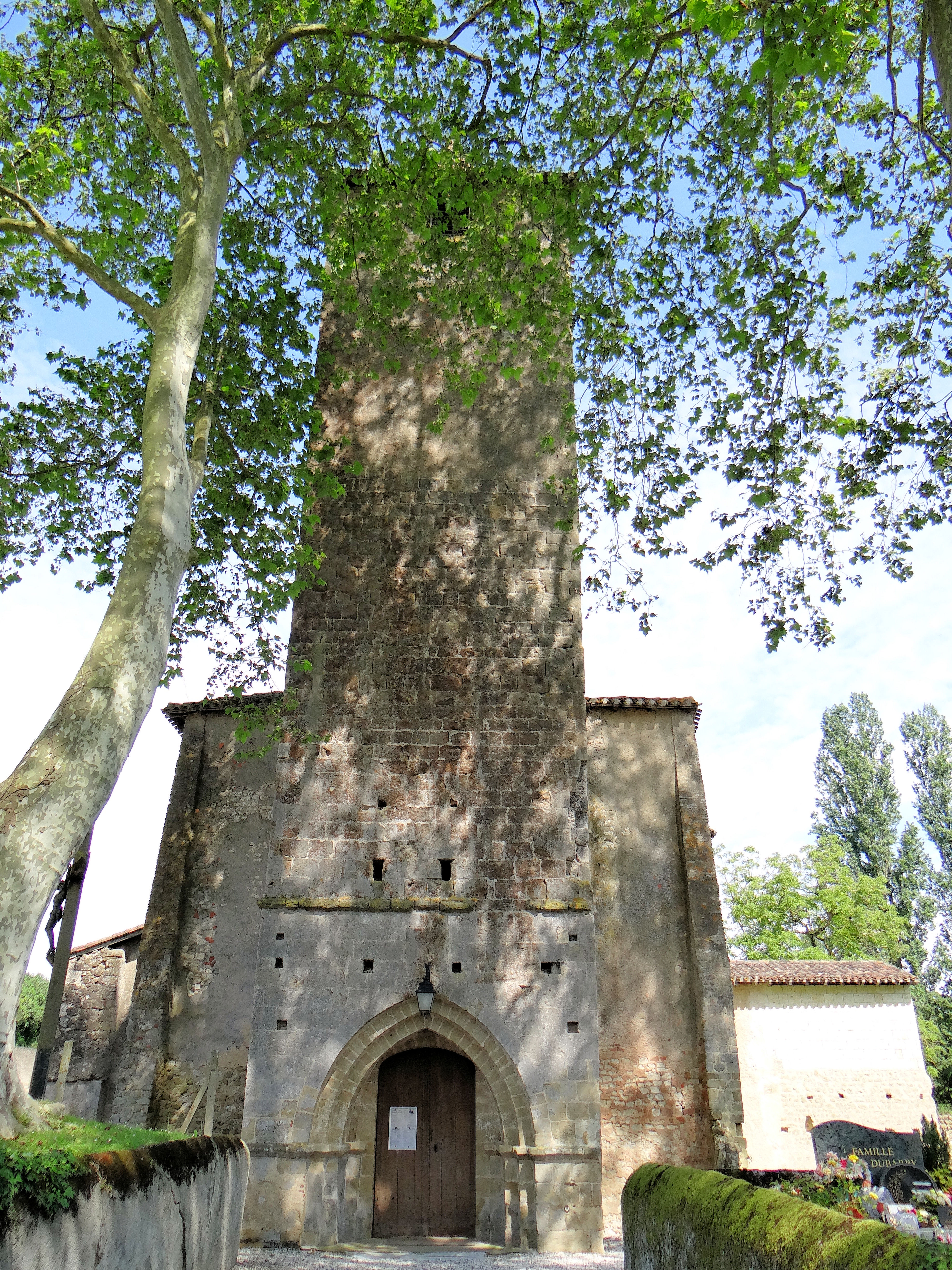
Церковь Спаса
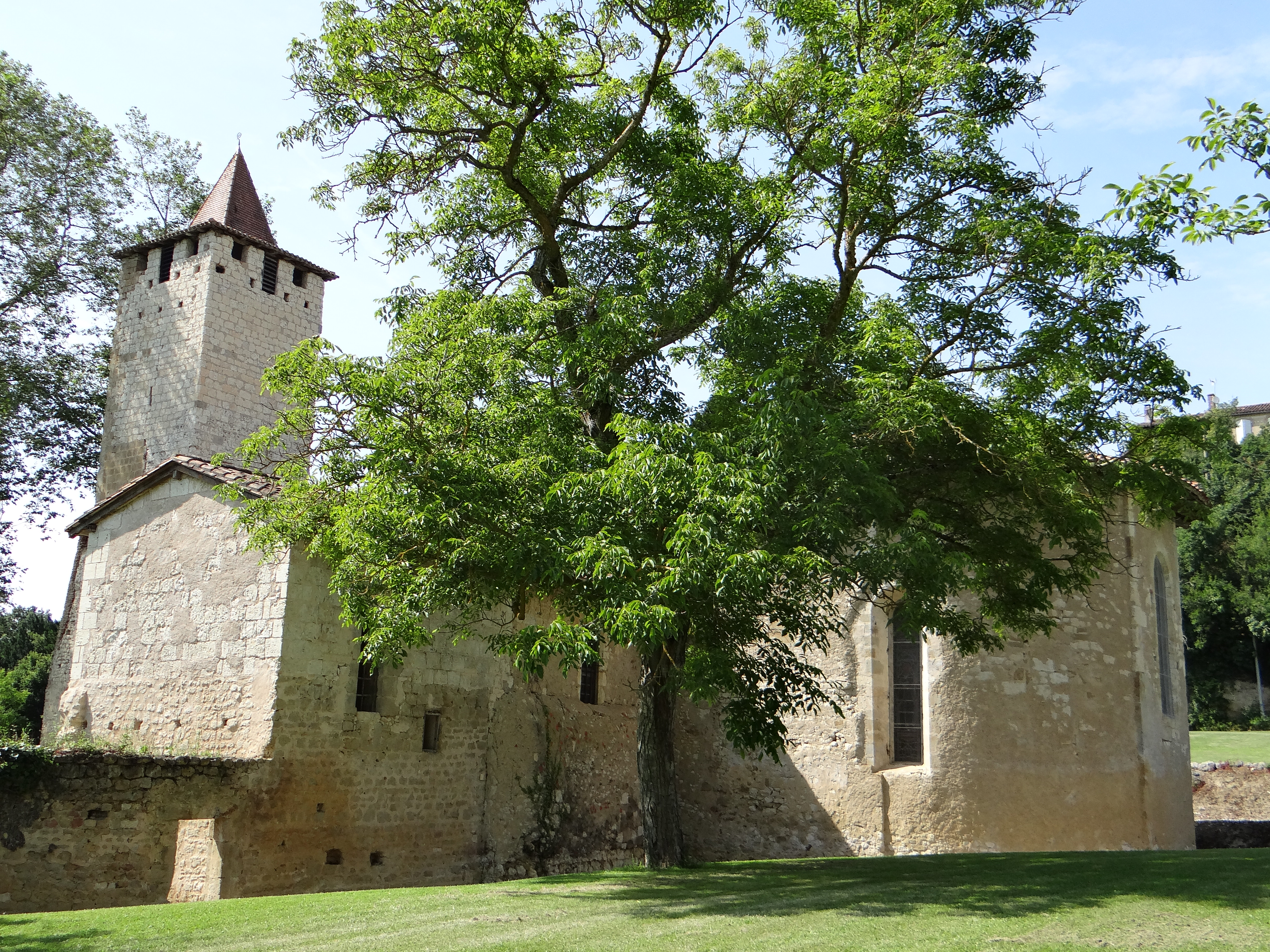
Церковь Спаса
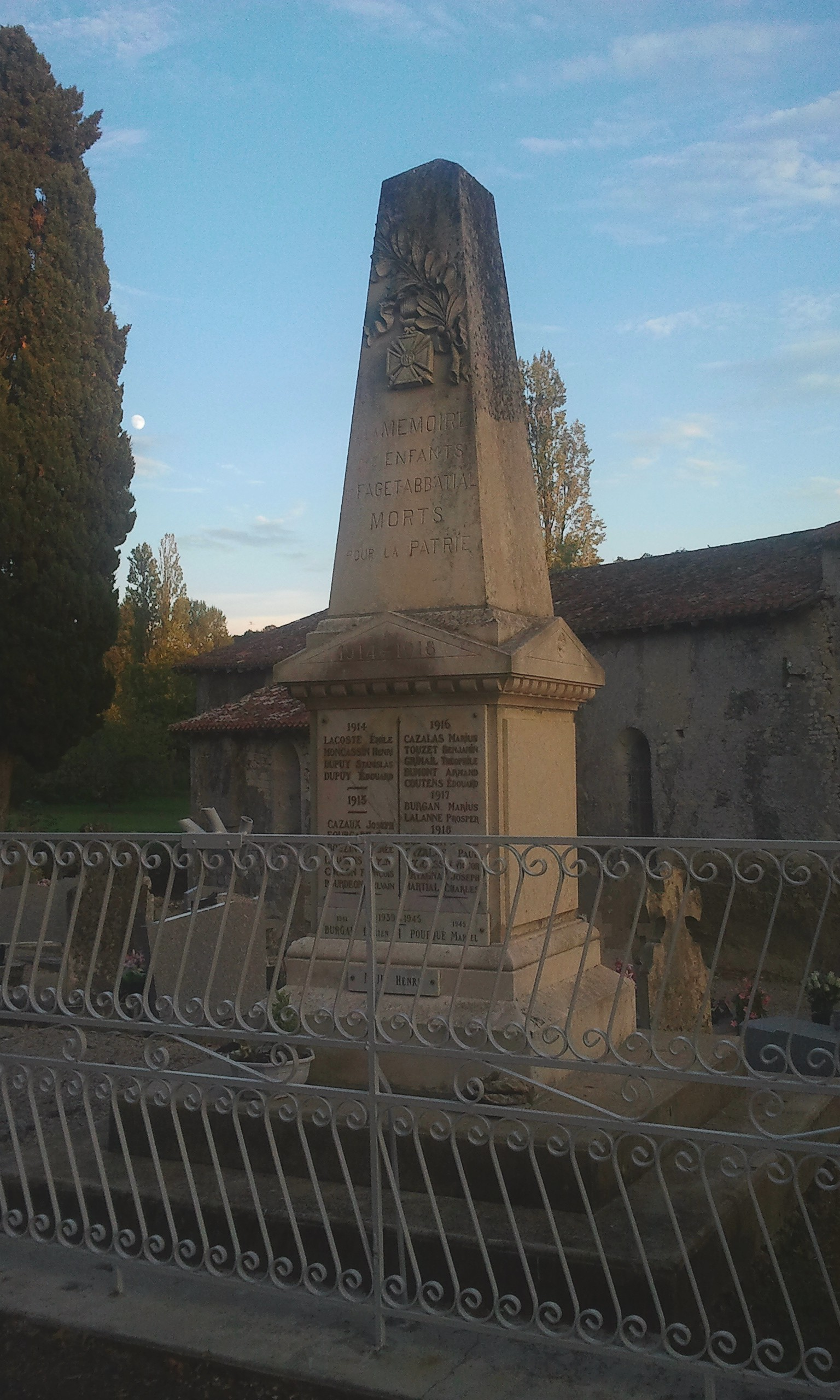
Военный мемориал